# 丹吉洛海崖
丹吉洛海崖（英語：D'Angelo Bluff），是南極洲的海崖，位於阿蒙森海岸，處於斯科特冰川西部，長11公里，由美國探險隊的地質學家發現，現時由南極條約體系管理。